# Lamborghini Aventador
Lamborghini Aventador là một chiếc xe thể thao động cơ đặt ở giữa được sản xuất bởi hãng xe Ý Lamborghini.
Được ra mắt vào ngày 28 tháng 2 năm 2011 tại Geneva Motor Show, 5 tháng sau khi ra mắt tại Sant'Agata Bolognese, chiếc xe được đặt tên mã là LB834, được thiết kế để thay thế cho mẫu xe cũ Murciélago đã trở thành mẫu xe mới.

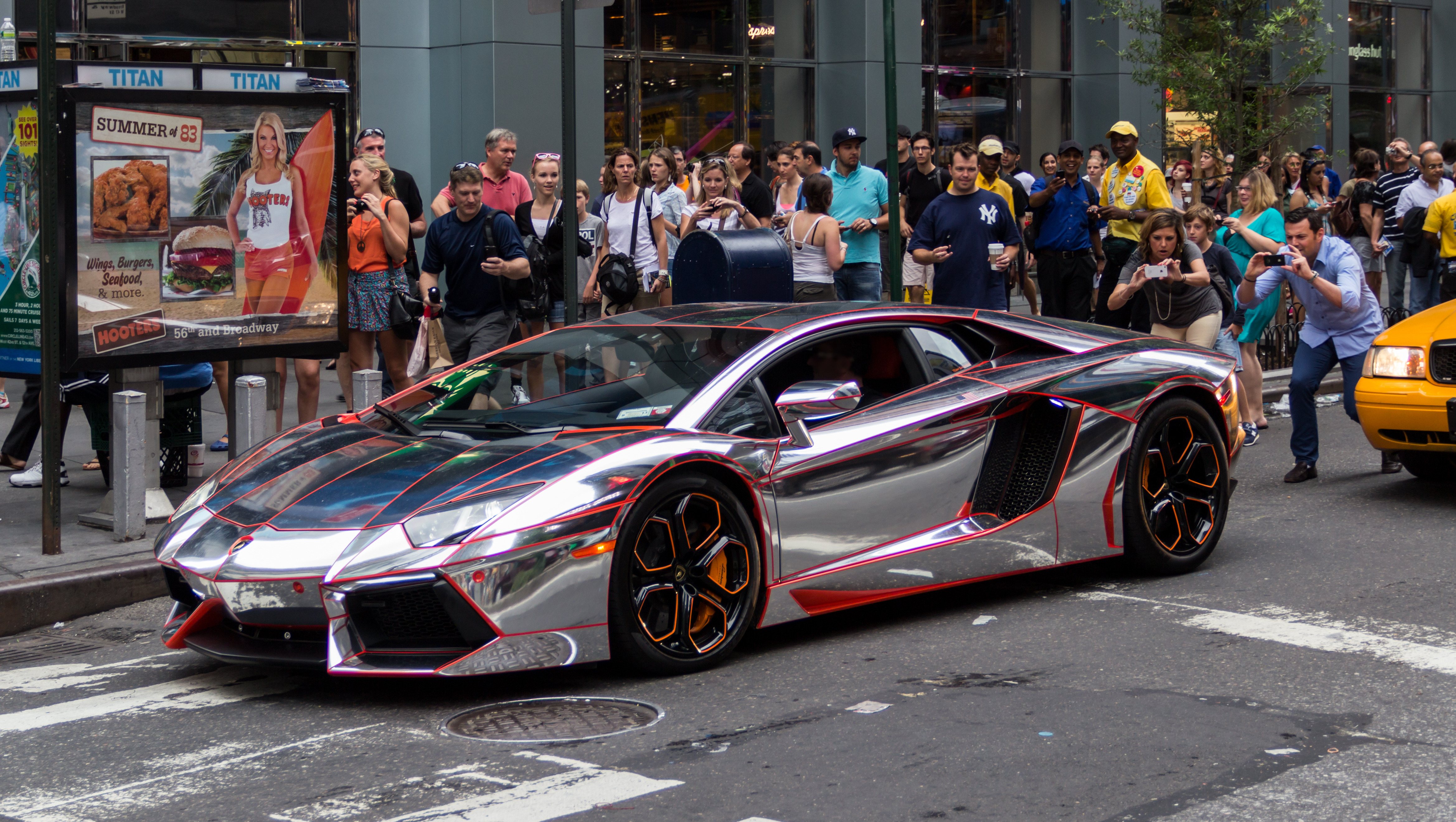
Lamborghini Aventador trên đường phố New York.

Ngay sau khi Aventador ra mắt, Lamborghini đã thông báo rằng đã bán được hơn 12 chiếc xe vừa sản xuất, với các chuyến giao hàng bắt đầu vào nửa cuối năm 2011. Đến tháng 3 năm 2016, Lamborghini đã sản xuất được 5000 chiếc Aventadors, mất năm năm để đạt được mốc quan trọng này.
Ngày 27 tháng 9 năm 2022, chiếc Aventador LP 780-4 Ultimae cuối cùng đã lăn bánh khỏi dây chuyền sản xuất sau hơn 11 năm đầy thành công vang dội khắp toàn cầu.

## Lý lịch
Để phù hợp với truyền thống của Lamborghini, Aventador được đặt tên theo một con bò tót chiến đấu. Aventador (phát âm [aβentaˈðoɾ]) là một con bò đã chiến đấu đặc biệt thành công trong sàn đấu của Zaragoza, Tây Ban Nha vào năm 1993. Con bò đực với cái tên Aventador được đặt tên sau khi giành được Trofeo de la Peña La Madroñera vì sự dũng cảm của nó trên đấu trường.

## Aventador LP 700-4

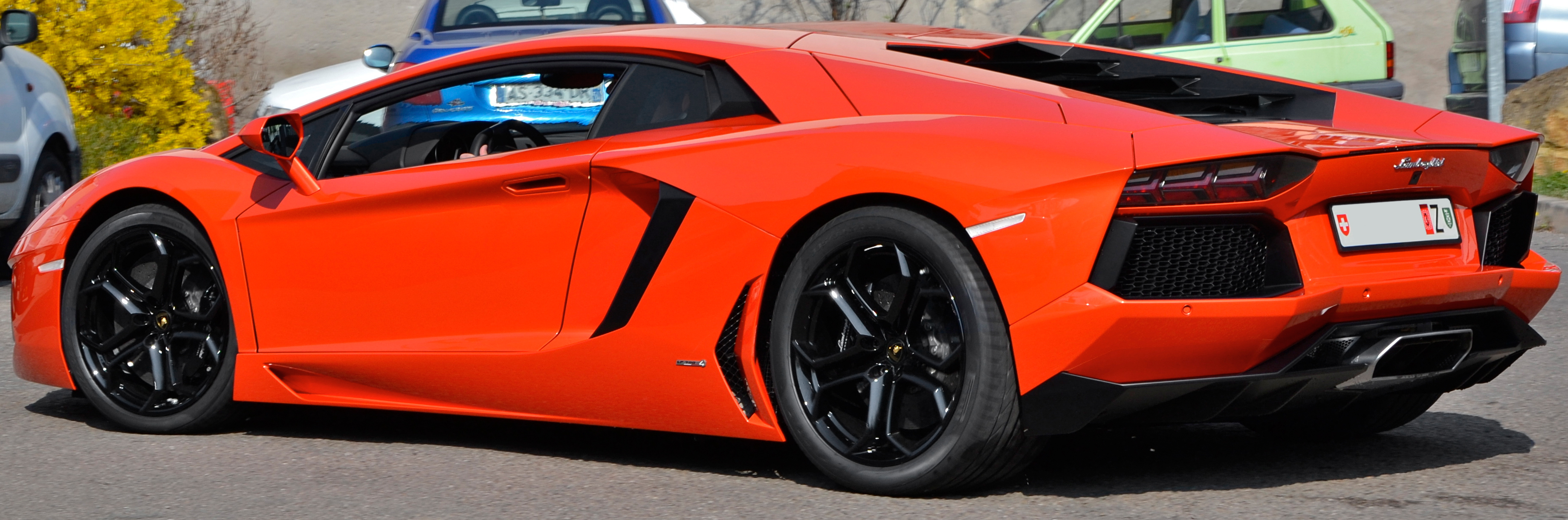
Lamborghini Aventador LP700-4

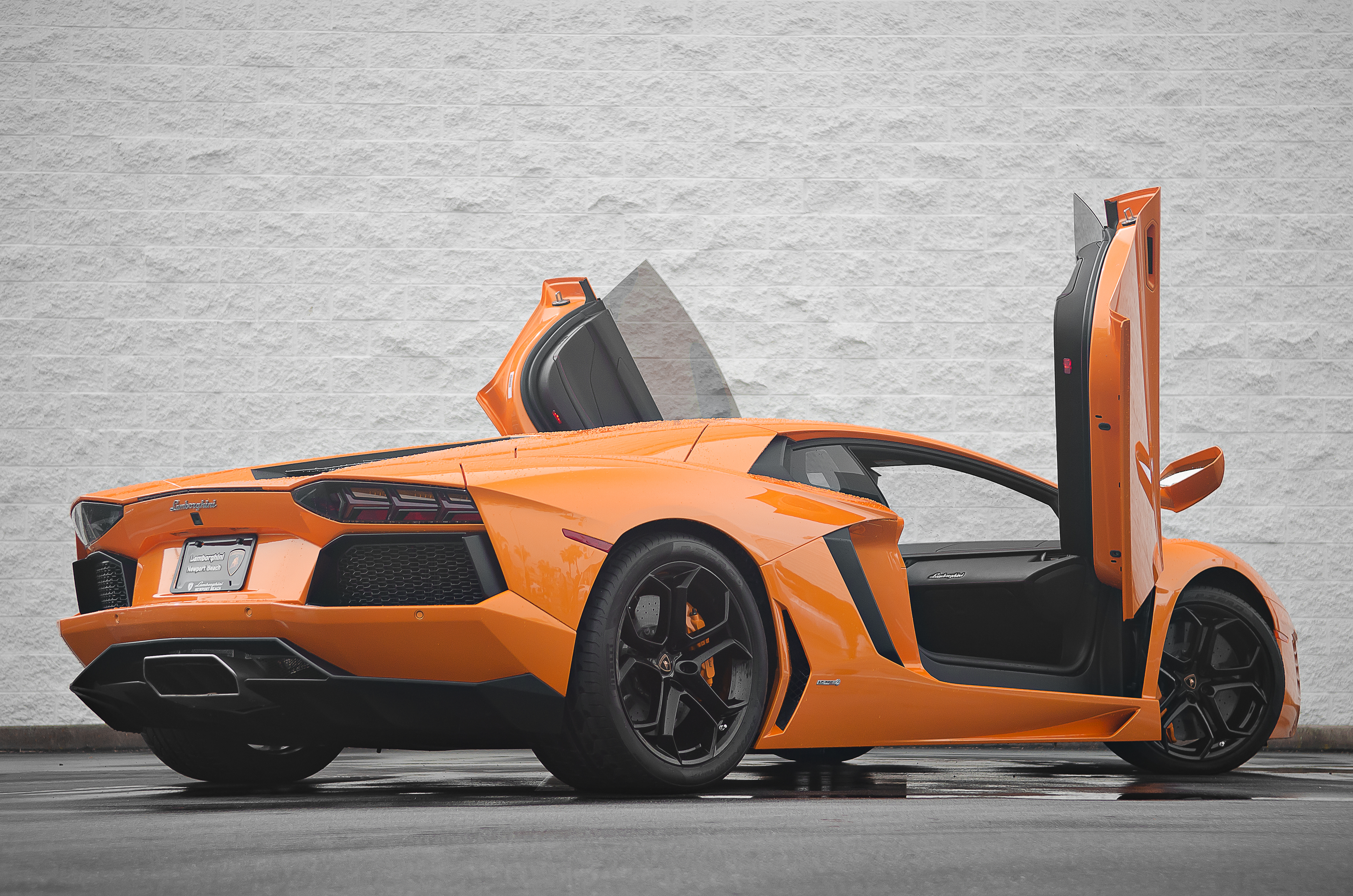
Lamborghini Aventador với cửa mở kiểu cắt kéo

Aventador dự kiến sẽ sản xuất giới hạn 4000 xe (4099 chiếc Murciélago được sản xuất); tuy nhiên, vào năm 2016, nó đạt được cột mốc 5000 chiếc. Các khuôn được sử dụng để làm cho monocoque sợi carbon được dự kiến sẽ kéo dài mỗi 500 khuôn mẫu và chỉ có 8 đã được thực hiện. Giá cơ bản của Aventador là 393,695 đô la Mỹ.
Hình dạng của chiếc xe được vay mượn từ chiếc Reventón phiên bản giới hạn của Lamborghini và chiếc xe concept Estoque của họ.
Chiếc xe được giới thiệu tại Lummus Park, Miami, tiếp theo là Sân bay quốc tế Miami, tiếp theo là Auto China 2014 (với cấu hình Nazionale thông qua chương trình Lamborghini Ad Personam).
Lamborghini Aventador đóng vai chính trong Transformers: Kỷ nguyên hủy diệt vai Lockdown, đối thủ chính của bộ phim.

### Thông số kỹ thuật

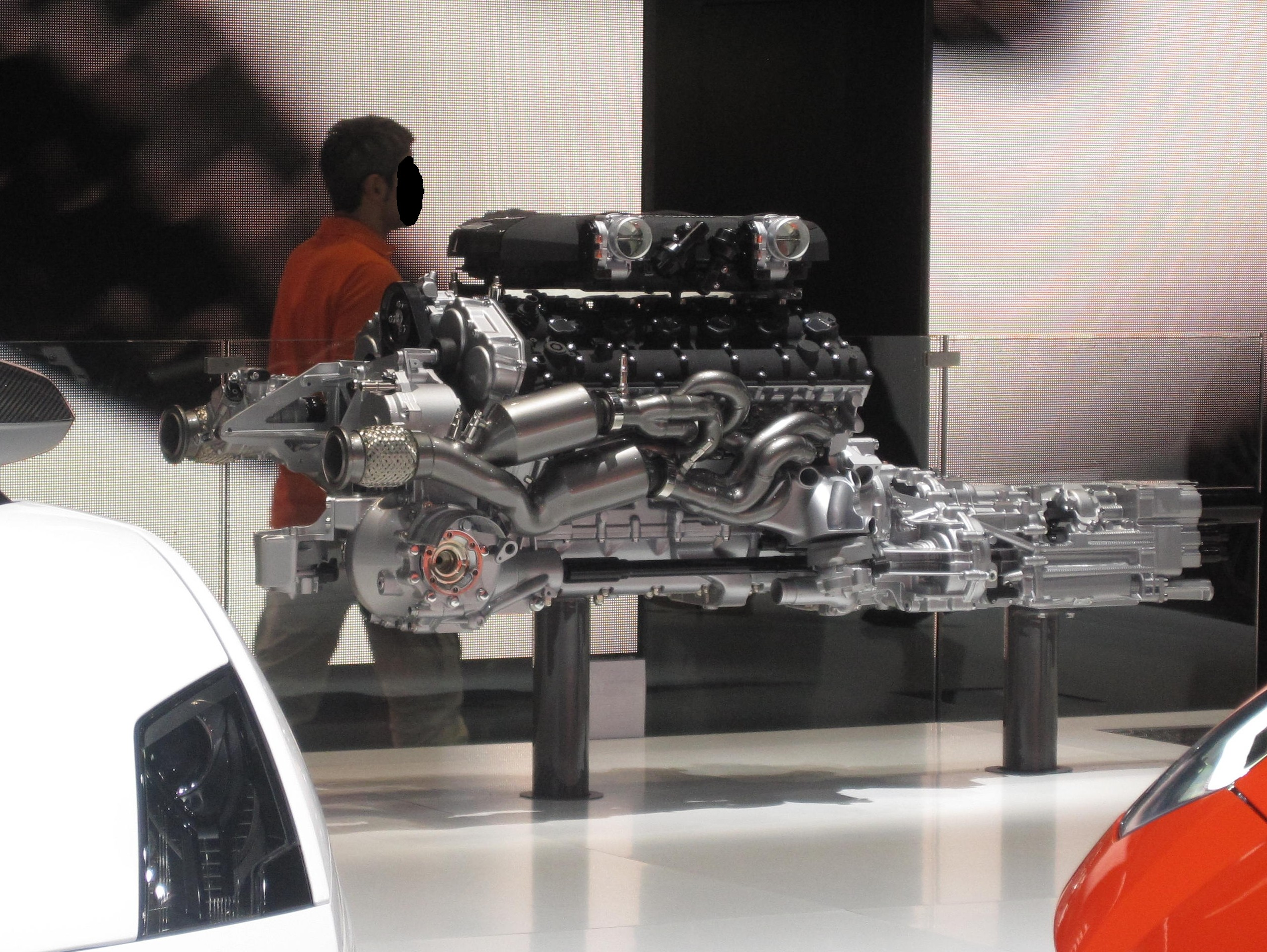
Lamborghini Aventador động cơ V12 6.5 lít 60°

#### Động cơ
Aventador LP 700–4 sử dụng động cơ V12 6.5 lít 60° 700 PS (510 kW; 690 bhp) nặng 235 kg mới của Lamborghini. Được biết đến bên trong như L539, động cơ mới là động cơ thứ tư trong nhà của Lamborghini và thiết kế V12 thứ hai. Đây là chiếc V12 hoàn toàn mới đầu tiên kể từ khi động cơ 3.5 lít được tìm thấy trong chiếc 350GT.
| Sự dịch chuyển              | 6.498 cc (396,5 in khối)                  |
| Công suất tối đa            | 700 PS (510 kW; 690 bhp) @ 8,250 rpm      |
| Công suất tới trọng lượng   | 432 PS (318 kW; 426 bhp) trên tấn         |
| Momen xoắn cực đại          | 689 N⋅m (508 lb⋅ft) @ 5,500 rpm           |
| Lượng khí thải CO2          | 398 g/km                                  |
| Tiêu hao nhiên liệu kết hợp | 17,2 L/100 km (16,4 mpg‑Anh; 13,7 mpg‑Mỹ) |

#### Hiệu suất
- 0–97 km/h (0–60 mph): 2.9 giây[18]
- 400 m (1⁄4 mi): 10.6 s @ 220 km/h (137 mph)
- Tốc độ tối đa: Chính thức: 354 km/h (220 mph)[18][19] được đo bởi Sport Auto magazine: 370 km/h (230 mph)[20]
- 97–0 km/h (60–0 mph): 30 m (100 ft)[cần dẫn nguồn]
- Cornering - 1.05g.[cần dẫn nguồn]

Hệ thống truyền động của nó, một hộp số li hợp đơn bán tự động và tự động 7 cấp được xây dựng bởi Graziano Trasmissioni. Mặc dù là li hợp đơn, sang số được thực hiện trong 50 mili giây.
Hệ thống điều khiển mới, hệ thống dẫn động tất cả bánh xe được phát triển và cung cấp bởi công ty Haldex Traction của Thụy Điển, mang lại khả năng kéo và xử lý dựa trên công nghệ thế hệ thứ tư của họ.
Lamborghini Aventador LP700-4 có tỷ lệ trọng lượng 2,25 kg (4,96 lb) trên mỗi mã lực.

## Aventador LP 700-4 Roadster

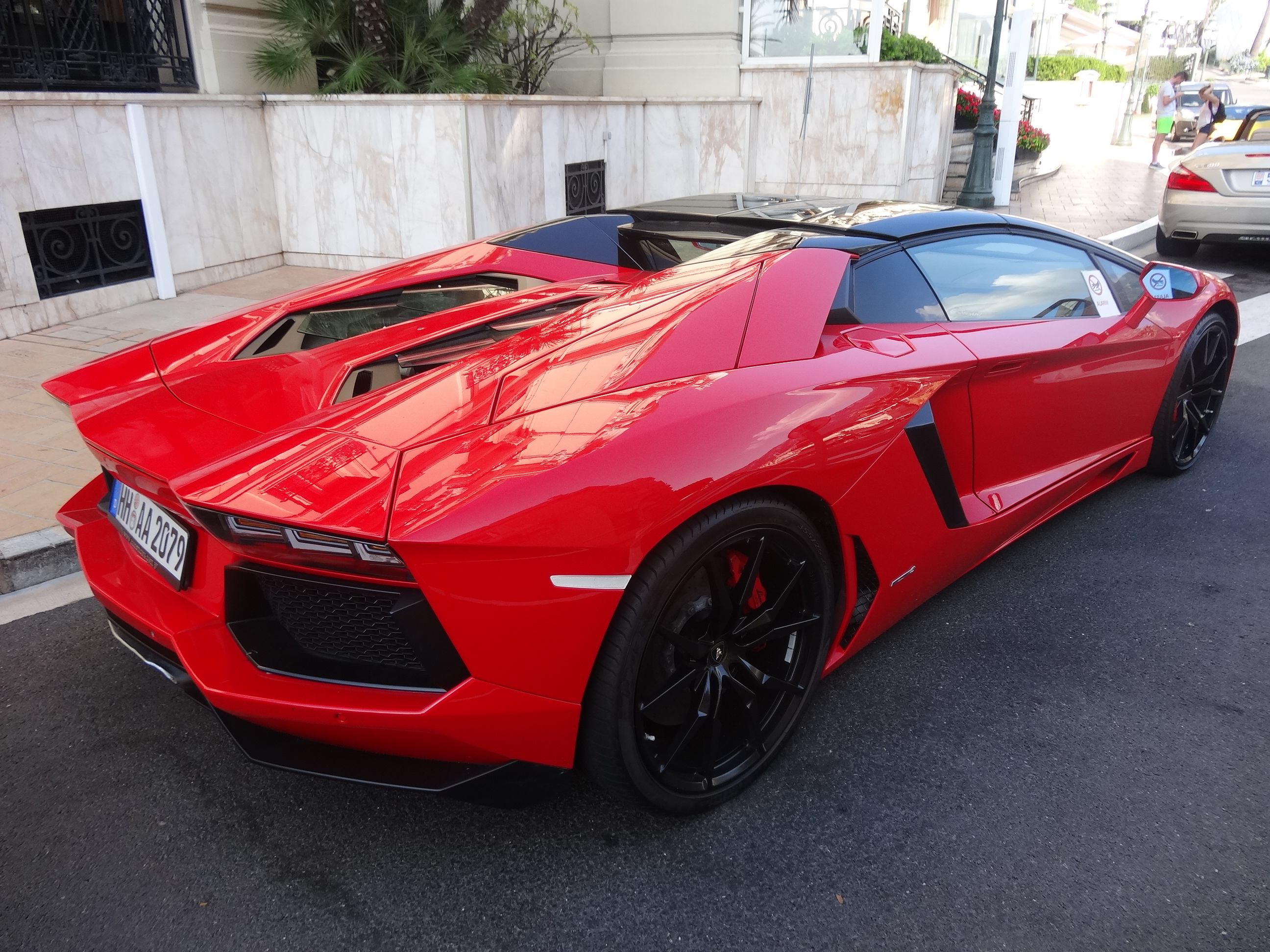
Lamborghini Aventador LP700-4 Roadster

Aventador LP 700-4 Roadster 2013 đã được công bố vào ngày 27 tháng 12 năm 2012, trang bị động cơ V12 giống như phiên bản coupé, Lamborghini lại tuyên bố rằng nó có thể đạt tốc độ 97 km/h (60 mph) trong vòng chưa đầy 3 giây và tốc độ tối đa hơn 350 km/h (217 mph).
Mui xe có thể tháo rời bao gồm hai tấm làm bằng sợi carbon, trọng lượng 6 kg (13 lb) mỗi tấm, đòi hỏi việc gia cố trụ phía sau để bù đắp cho sự mất mát về tính toàn vẹn của cấu trúc cũng như để thích ứng với hệ thống bảo vệ rơ-moóc và hệ thống thông gió cho động cơ. Các tấm mui được dễ dàng tháo rời và có thể cất trong khoang hành lý phía trước. Aventador Roadster có thiết kế vỏ động cơ độc đáo và một bộ phận lõm gió có thể gắn được để cải thiện luồng không khí cabin ở tốc độ cao cũng như kết thúc màu đen bóng trên các trụ A, tấm chắn gió, các tấm mui và khu vực cửa sổ phía sau. Chiếc xe có giá cơ bản là 441,600 đô la Mỹ. Với trọng lượng tổng cộng 1.625 kg (3.583 lb) trọng lượng của nó chỉ nặng hơn 50 kg (110 lb) so với bản coupé (trọng lượng của mui, cộng với độ cứng thêm ở ngưỡng chân không và trụ A).

## Các phiên bản đặc biệt

### Aventador J

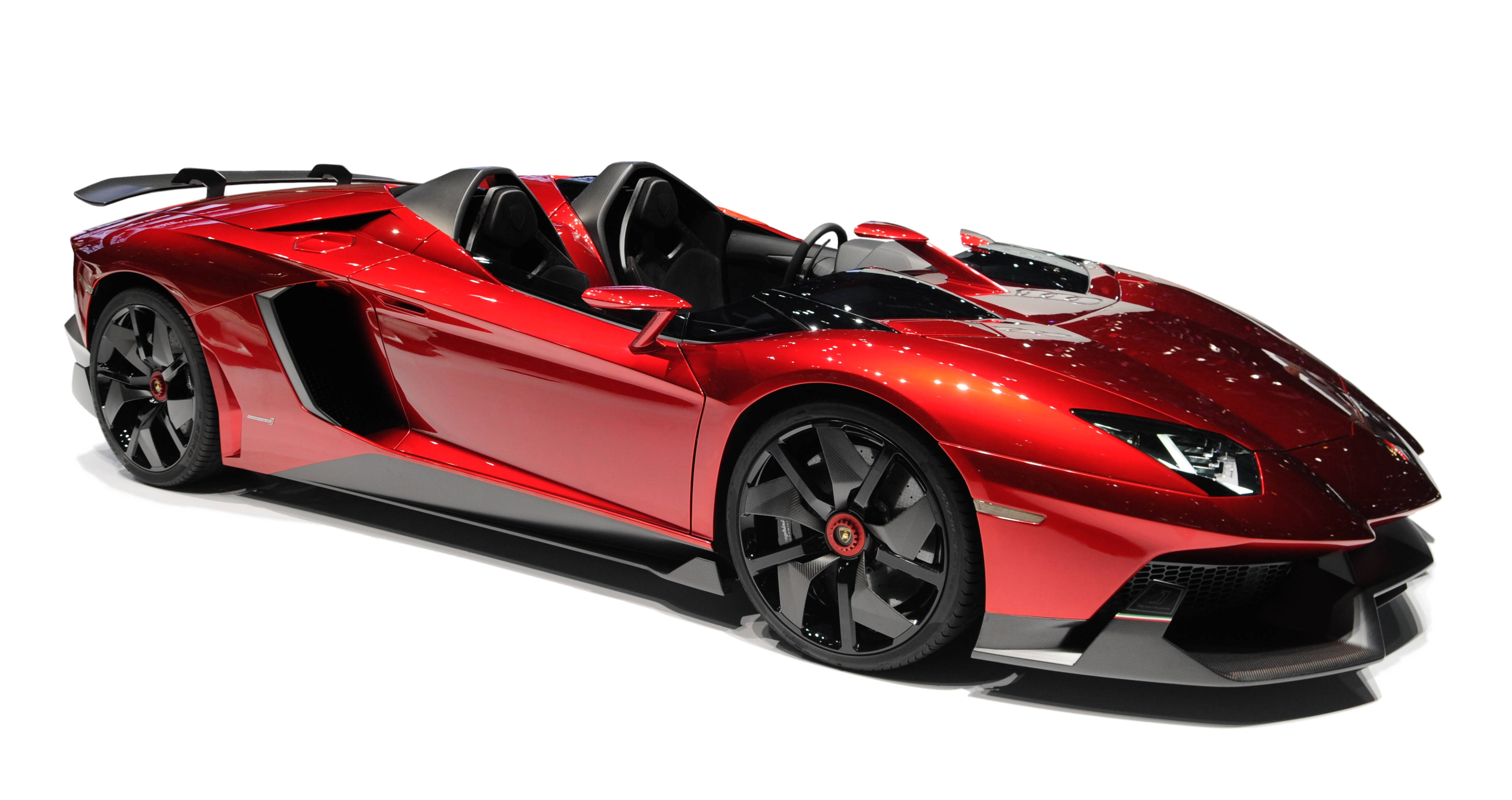
Lamborghini Aventador J

Sáu tháng sau khi công bố Aventador, kế hoạch cho một phiên bản roadster đã bị rò rỉ bởi EPA Hoa Kỳ sau khi đưa ra mô hình trên một bảng dữ liệu trên trang web của mình. Lamborghini chính thức công bố Aventador J cho thế giới tại Geneva Motor Show 2012. Chiếc xe concept không có mui và không có cửa sổ sử dụng động cơ V12 giống như Aventador tiêu chuẩn, sản sinh 700 hp thông qua hộp số tự động 7 cấp. Chiếc xe không có máy điều hòa không khí hoặc đài phát thanh để tiết kiệm thêm trọng lượng tổng cộng 3.472 pound (1.575 kg). Chiếc xe trình bày tại triển lãm Geneva là chiếc duy nhất được sản xuất và được bán với giá 2,800,000 đô la Mỹ. Một mẫu Phiên bản Hạn chế đã được thực hiện cho Shaikh Al Yahyaa và đã được bán với giá không xác định. Chiếc xe được thiết kế đặc biệt cho một mối quan hệ chặt chẽ.
Tên gọi J được cho là đến từ Phụ lục J trong quy tắc FIA mô tả các đặc điểm kỹ thuật của xe đua. Tuy nhiên, trong một cuộc phỏng vấn với nhà thiết kế Filippo Perini, nó đã được tiết lộ rằng 'J' thực sự là viết tắt của Jota, trong những năm 1970 của Lamborghini Miura Jota, cũng phù hợp với các quy định của Phụ lục J FIA.

### Dreamliner Edition (2012)
Dreamliner là phiên bản của Aventador LP 700-4 coupé với màu xanh và màu trắng từ Boeing 787 Dreamliner, và bánh xe đen tối. Chiếc xe đã được công bố tại Aerospace & Defense Supplier Summit 2012.

### Aventador LP 720-4 50° Anniversario (2013)

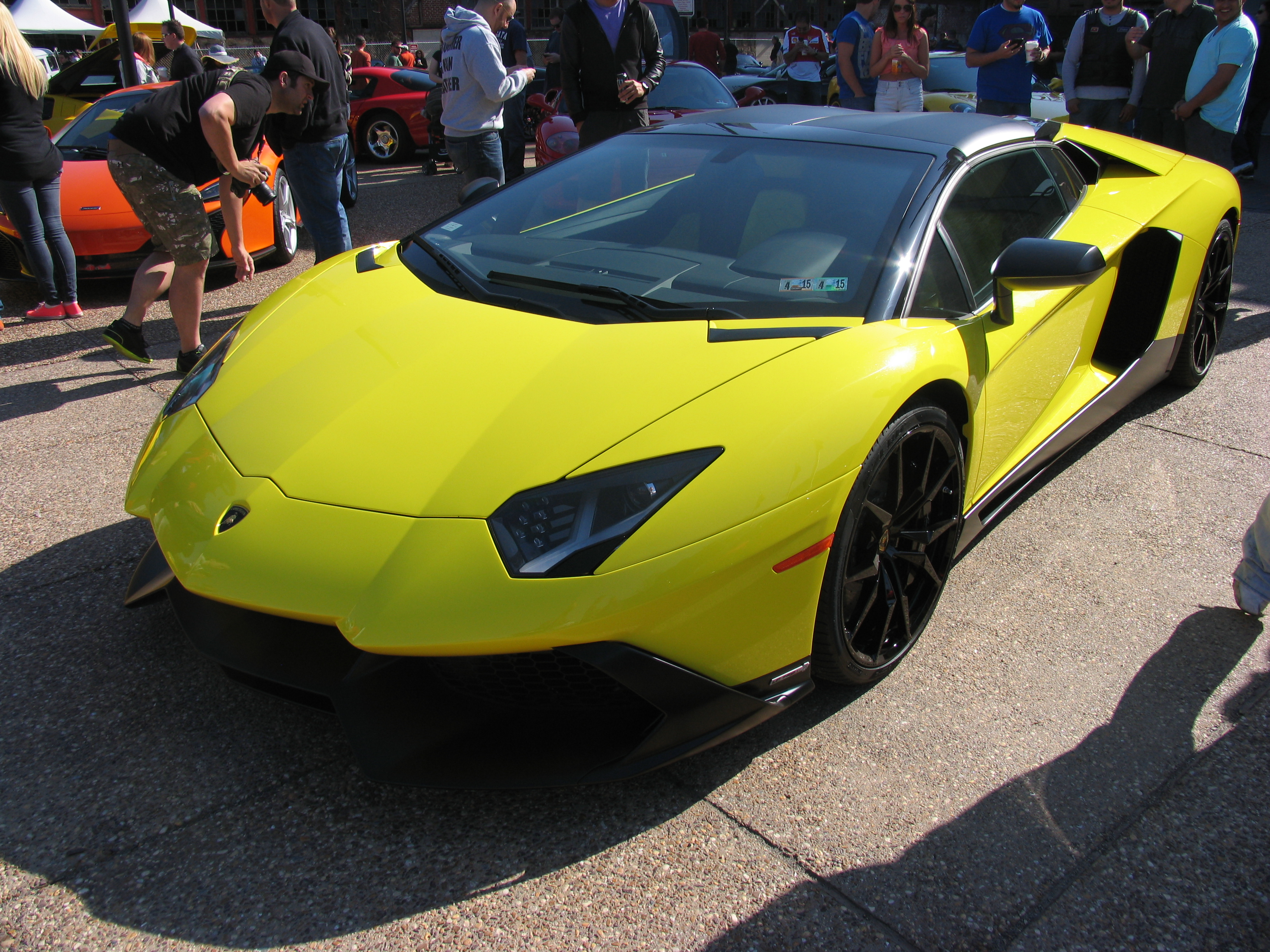
Lamborghini Aventador LP 720-4 50° Anniversario roadster

Aventador LP 720-4 50° Anniversario là phiên bản giới hạn (200 chiếc - 100 Coupe và 100 Roadster) của Aventador LP 700-4 kỷ niệm 50 năm ngày sáng lập Automobili Lamborghini. Nó bao gồm công suất động cơ được tăng tới 720 PS (530 kW; 710 bhp) thông qua việc hiệu chuẩn động cơ mới, mở rộng và mở rộng cửa trước và bộ tách khí động học, các nắp nhỏ đặt vào hai bên, phía sau mới có bộ khuếch tán phóng to và lưới rộng nâng cao khả năng thông thoáng của khoang chứa động cơ, màu thân xe Giallo Maggio độc quyền (Italian for "May yellow") cho kiểu xe màu vàng lấp lánh với một lớp các hạt trong suốt và phản xạ cao; phía trước và phía sau và ngưỡng cửa thiết kế hai màu (Giallo Maggio và màu đen mờ), nệm nội thất bằng da semi-aniline trong Nero Ade (màu đen) với Terra Emilia (Giallo Quercus (màu vàng)) với mẫu kim cương Q-Citura, biểu tượng kỷ niệm 50 năm in trên nệm giả sợi carbon. Giá cơ bản của Aventador LP 720-4 50° là 548,000 đô la Mỹ cao hơn 106,300 đô la Mỹ so với Aventador Roadster.
Bản coupe được giới thiệu tại Shanghai Motor Show 2013.
Bản roadster được giới thiệu tại Quail Motorsports Gathering 2013.

### Aventador Airport Vehicle (2013)
Một chiếc Aventador được chế tạo cho sân bay Bologna với màu trắng, màu đỏ và trắng có gắn cờ cờ, một thanh ánh sáng trên nóc và chữ "FOLLOW ME" viết trên nắp ca bô.
Chiếc xe đã được công bố tại Sân bay Bologna từ ngày 6 tháng 5 năm 2013 đến ngày 19 tháng 5 năm 2013 và được sử dụng để hướng dẫn các máy bay trên sân bay.
Nó cũng được sử dụng trong sân bay Heathrow, London, như một chiếc xe đưa đón sân bay cho một ngày..

### Aventador Pirelli Edition (2014)
Phiên bản Lamborghini Aventador LP 700-4 Pirelli được công bố vào tháng 12 năm 2014. Kỷ niệm 50 năm kết hợp giữa Lamborghini và Pirelli, nó có thiết kế và màu sắc phản chiếu lốp Pirelli, với một dải đỏ mỏng chạy ngang qua nóc xe.

### Aventador LP 750-4 SuperVeloce (2015)

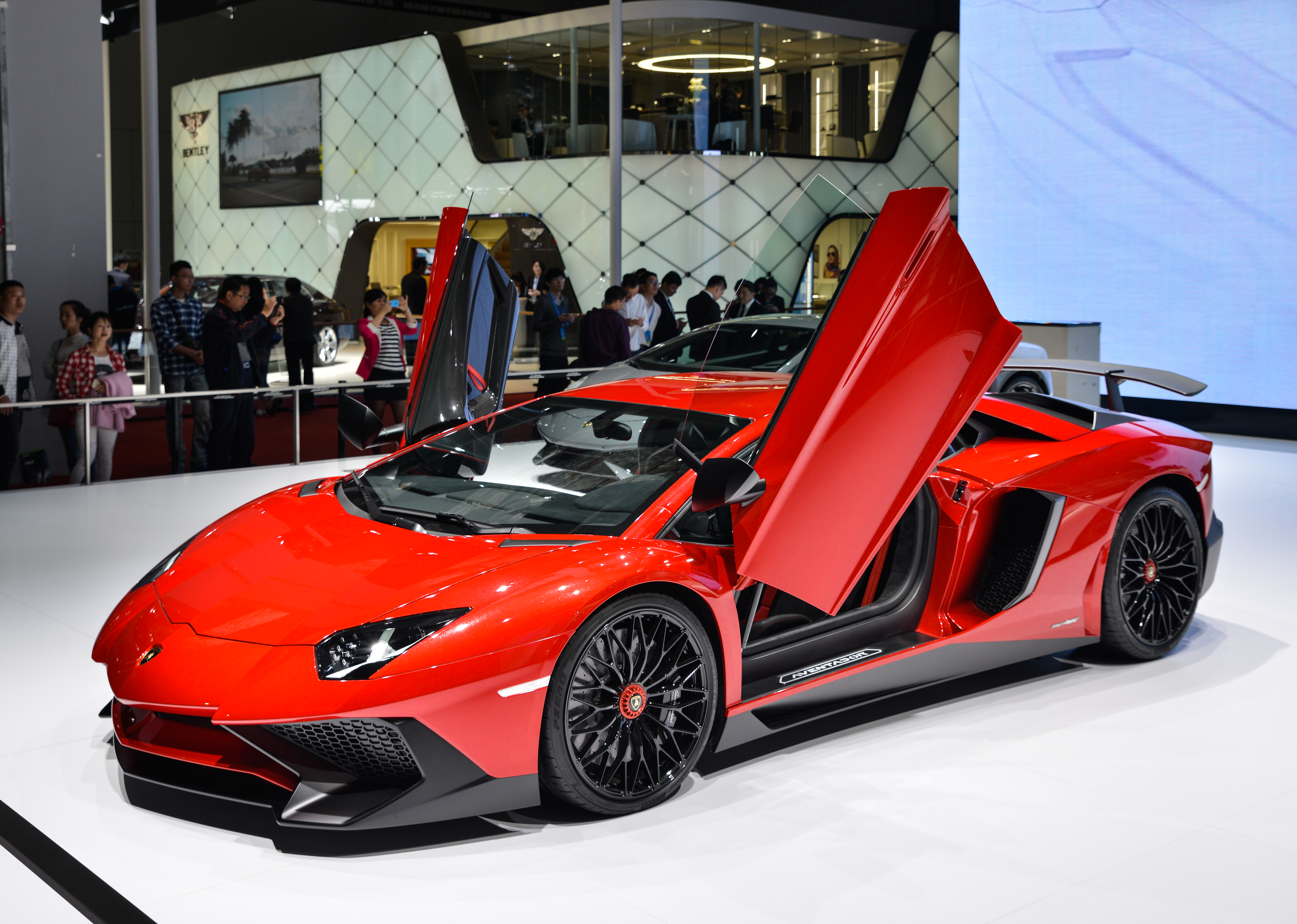
2015 Lamborghini Aventador SV

Lamborghini Aventador LP 750-4 Superveloce đã được công bố tại Geneva Motor Show tháng 3 năm 2015. Nó có tính năng nâng cấp, với công suất tối đa lên đến 750 PS (552 kW; 740 bhp) từ 700 PS (515 kW; 690 bhp) của phiên bản coupé tiêu chuẩn. Kết hợp với việc giảm trọng lượng 50 kg (110 lb) từ việc sử dụng sợi carbon tăng lên cả bên trong và bên ngoài xe LP 750-4 SV có tỷ lệ công suất tới trọng lượng từ 1 hp đến 2 kg. Chiếc xe cũng có tính khí động học được cải thiện, với lực dừng tăng 180% so với bản coupé Aventador tiêu chuẩn. Nâng cấp khí động học đáng chú ý là bộ khuếch tán trước và bộ khuếch tán phía sau và cánh sau. Chiếc xe có sẵn 34 màu cơ bản. The car is available in 34 base colours. Động lực lái xe của chiếc xe cũng được nâng cấp, với hệ thống lái điện tử tăng cường mới cho khả năng cơ động cao ở tốc độ cao, hệ thống treo bằng tay cho việc vận hành vượt trội và cải tiến khung gầm để tăng độ cứng cáp. Nhìn chung, thời gian tăng tốc từ 0–100 km/h (0–62 mph) của LP 750-4 SV giảm từ 2.9 giây xuống 2.8 giây, với tốc độ tối đa trên lý thuyết vẫn còn "vượt quá" 350 km/h (217 mph). Việc phân phối xe đã bắt đầu vào quý II năm 2015. Road & Track ghi lại thời gian tăng tốc từ 0–241 km/h (0–150 mph) là 12.8 giây, thời gian tăng tốc từ 0–322 km/h (0–200 mph) là 33.5 giây, và tốc độ bẫy 0-402m (¼-mile) là 227,4 km/h (141,3 mph) vào tháng 3 năm 2016 0–322 km/h (0–200 mph).
Lamborghini Aventador LP750-4 SuperVeloce có tỷ lệ công suất tới trọng lượng là 2,03 kg (4,48 lb) trên mỗi mã lực.

### Aventador LP 750-4 SuperVeloce Roadster (2016)

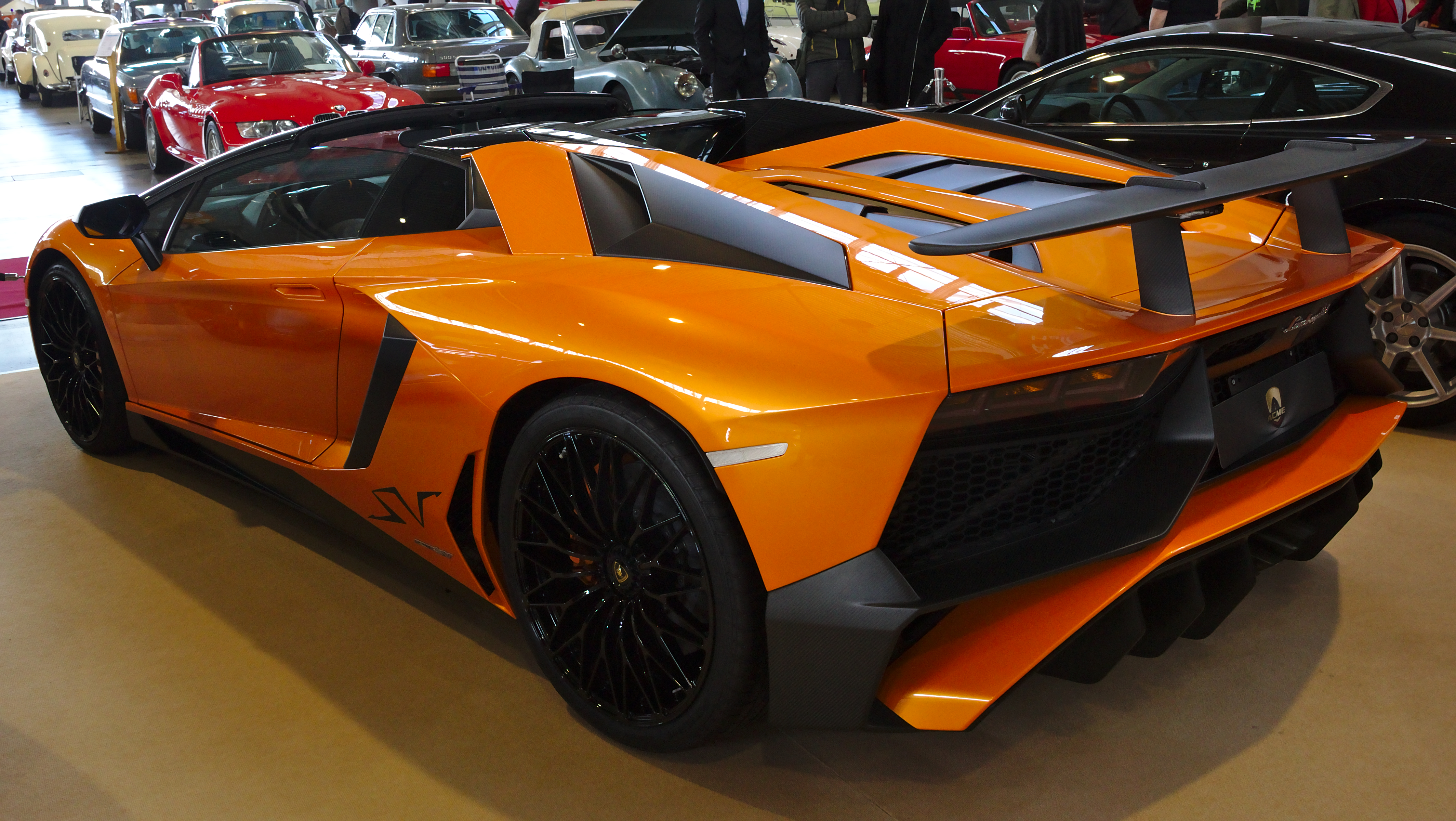
Lamborghini Aventador SV Roadster

Lamborghini Aventador LP 750-4 SuperVeloce Roadster đã được công bố tại Pebble Beach Concours d'Elegance 2015. Nó có hai tấm mui carbon cứng cáp có thể được xếp trong cốp giống như phiên bản roadster trước. Nhiều biện pháp giảm trọng lượng đã làm giảm trọng lượng của Roadster xuống còn 1.575 kg (3.472 lb), một con số làm cho nó nhẹ hơn 50 kg (110 lb) so với bình thường. Tại Hoa Kỳ, dự kiến sẽ có giá từ 530,075 đô la Mỹ không bao gồm thuế. Giao hàng đã bắt đầu vào quý I năm 2016.

### Aventador LP 740-4 S (2016)

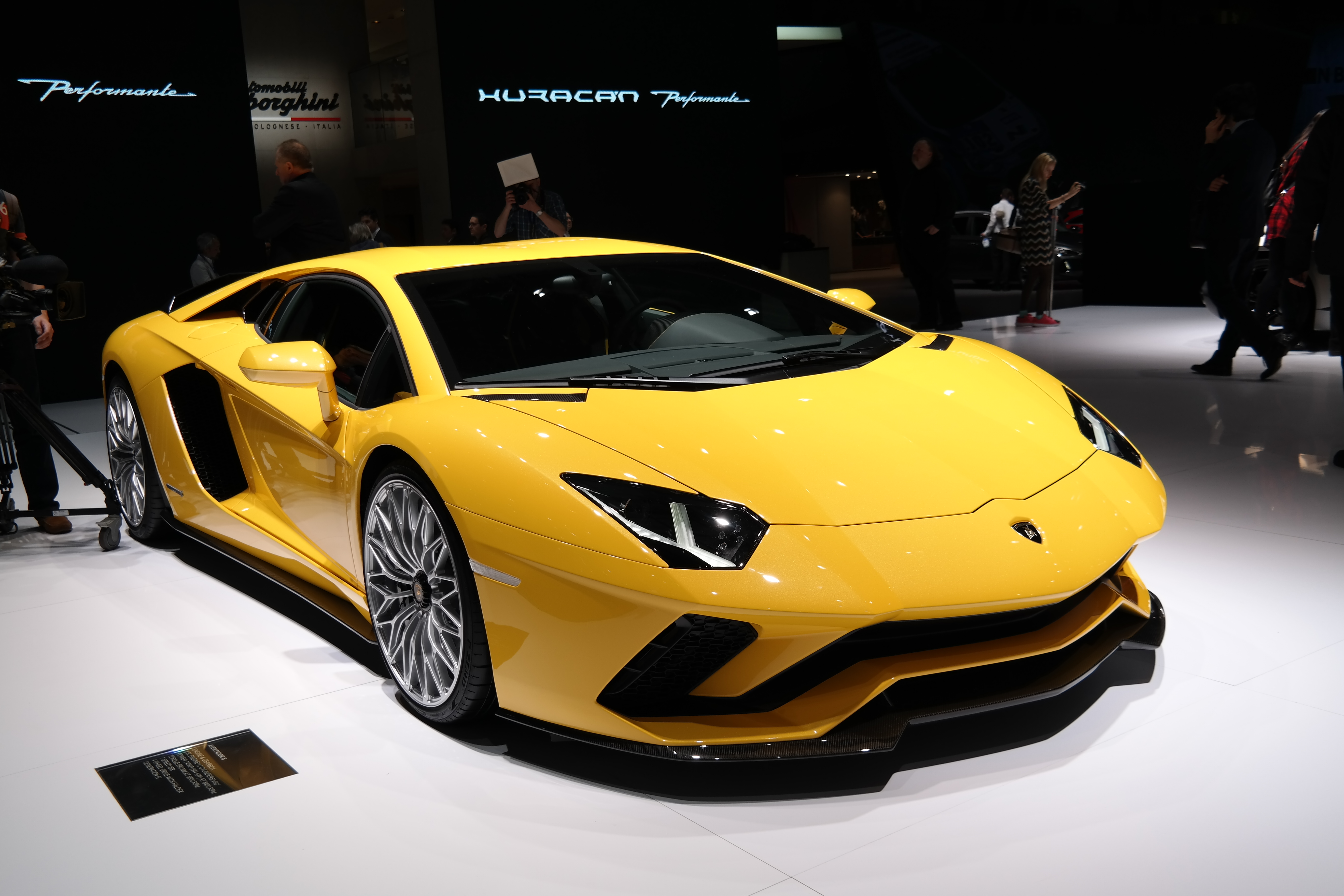
Aventador S

The Lamborghini Aventador S được tiết lộ vào ngày 19 tháng 12 năm 2016. Động cơ V12 6.5 lít hiện nay sản sinh 740 PS (544 kW; 730 bhp) tại 8400 rpm (tăng 40 PS so với Aventador tiêu chuẩn) và 690 N⋅m (509 lb⋅ft) tại 5500 rpm. Các con số hiệu suất giống như Aventador tiêu chuẩn.
Chiếc S nhận được hệ thống lái bốn bánh, ổ bánh xe vĩnh cửu và hệ thống treo một chút. Hệ thống treo được điều khiển bởi đơn vị điều khiển 'Lamborghini Dinamica Veicolo Attiva' (LDVA). Các LDVA có bốn chế độ lựa chọn - Sport, Strada, Corsa và Ego (tức là cá nhân). Phanh gốm carbon là tiêu chuẩn (trước: 400 mm, sau: 380 mm).
Phần mũi được thiết kế lại với bộ chia phía trước lớn hơn và hai ống dẫn khí mới ở phía trước. Ở phía sau, nó có một bộ khuếch tán phía sau màu đen mới với vây và ba ống xả thoát khí thải. Nó có lực đẩy xuống phía trước 130% so với Aventador tiêu chuẩn.

## Đón nhận

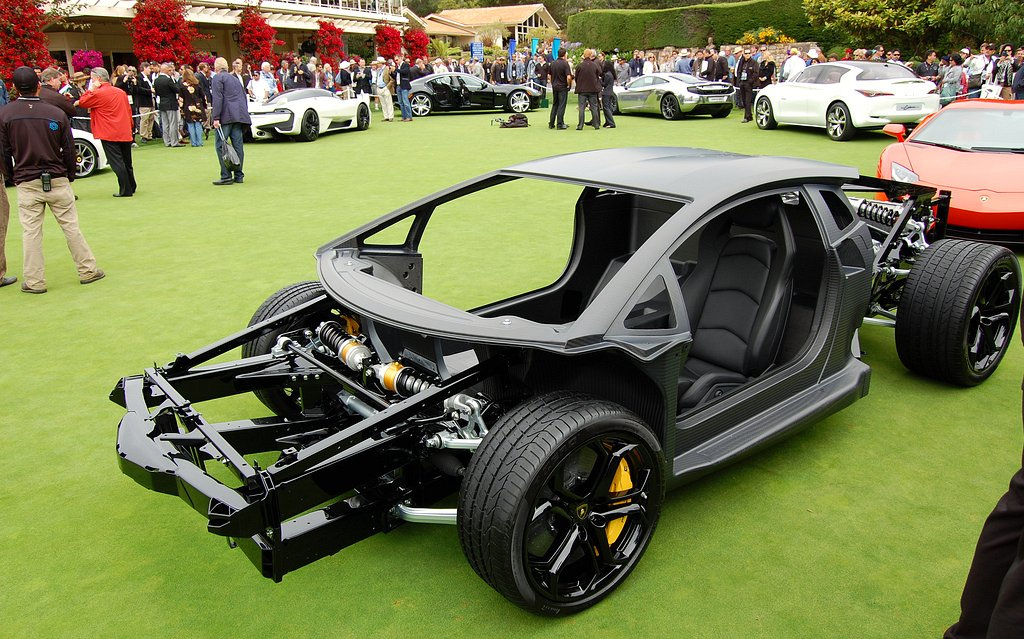
Unibody construction as used for the Aventador LP700-4

Các tạp chí ô tô như Car and Driver và Motor Trend đã review chiếc Aventador. Car and Driver viết tiêu đề bài báo của họ "Chiếc Lamborghini tốt nhất bao giờ hết." Motor Trend mô tả nó như là "siêu xe V-12 thân thiện nhất trên thế giới." Khen ngợi cho động cơ V-12 hoàn toàn mới của Lamborghini tập trung vào đáp ứng, mô men, và công suất ra mượt mà. Chủ nghĩa phê bình tập trung chủ yếu vào khu vực ly hợp đĩa đơn của Aventador.
Vào ngày 31 tháng 7 năm 2011, chiếc Aventador được review bởi chương trình xe thể thao Top Gear. Người tổ chức Richard Hammond đã rất ấn tượng với màn trình diễn và cách xử lý của chiếc xe. Lời phàn nàn lớn nhất của ông là một sự kích động hoài cổ về tính khí dễ tiếp cận của Aventador, ngụ ý rằng nó để lại cho ông ta khao khát "mối nguy hiểm" liên quan đến việc lái xe những siêu xe Lamborghini trước đó. The Aventador đã công bố lần đua thứ 5 nhanh nhất trong lịch sử Top Gear test track với thời gian 1:16.5, đánh bại 2,000,000 đô la Mỹ Bugatti Veyron Super Sport, Ferrari Enzo, Porsche 911 GT3 và các siêu xe khác từ khắp nơi trên thế giới. Trong mùa giải 18 của chương trình, người dẫn chương trình Jeremy Clarkson nói rằng chiếc Aventador tốt hơn chiếc Ferrari 458 Italia (mà họ đã từng gọi là chiếc siêu xe tốt nhất từ trước tới nay), mô tả nó như là "những ước mơ trị giá £200000." Aventador đã giành được danh hiệu "Siêu xe của năm 2011" từ Top Gear.

## Tiếp thị
Robert Gülpen của RGE Robert Gülpen Engineering GmbH đã sản xuất một mẫu Aventador LP 700-4 có tỷ lệ 1/8 được bán thông qua đấu giá vào tháng 12 năm 2011 với giá khởi điểm là 4,700,000 đô la Mỹ (3,500,000 €). Một mẫu thứ hai, bao gồm gói vàng ở thân xe, đã được đặt bán tại cuộc đấu giá với giá khởi điểm 7,500,000 đô la Mỹ.
BMC Switzerland Thụy Sĩ đã phát hành phiên bản giới hạn (50 chiếc) của chiếc xe đạp impec Lamborghini 50th Anniversary Edition được lấy cảm hứng từ Lamborghini Aventador. Chiếc xe đã được bán với giá 32.000 đô la Mỹ (25.000 €) thông qua các mạng lưới đại lý BMC hoặc Lamborghini quốc tế, với việc giao hàng do đại lý thực hiện.

## Các phiên bản đặc biệt giới hạn dựa trên Aventador

### Veneno
Lamborghini Veneno là siêu xe sản xuất giới hạn dựa trên chiếc Lamborghini Aventador và được chế tạo để kỷ niệm 50 năm thành lập của Lamborghini. Khi được giới thiệu vào năm 2013 với giá 4,500,000 đô la Mỹ, đây là một trong những chiếc xe sản xuất đắt nhất thế giới. Nguyên mẫu, Car Zero, đã hoàn thành trong màu xám và bao gồm một vinyl cờ Ý trên cả hai mặt của chiếc xe. Động cơ là sự phát triển của động cơ 6,5 L V12 của Aventador và sản sinh 750 PS (552 kW; 740 bhp).
Lamborghini chỉ sản xuất năm mẫu của Veneno: Một cho các nhà máy thử nghiệm, một cho riêng mình và ba cho khách hàng. Car Zero, chiếc xe được trưng bày, sẽ được nhà máy giữ lại cho bảo tàng. Ba chiếc xe sản xuất đã tiêu tốn 3,120,000 € mỗi chiếc, và cả ba chiếc đã được bán.
Chiếc xe số 0 được công bố vào tháng 3 năm 2013 tại Geneva Motor Show, tiếp đến là Quail Motorsports Gathering 2013, mạch Vallelunga gần Rome trong suốt World Finals of Lamborghini Super Trofeo 2013 series.
Có một chiếc xe thử nghiệm mẫu Veneno số 0 khác.
Lamborghini Veneno có tốc độ giới hạn điện tử tối đa 354 km/h (220 mph), có thể tăng tốc từ 0–97 km/h (0–60 mph) trong 2.8 giây, có thể phanh 97–0 km/h (60–0 mph) trong 30 m (98,0 ft), và rẽ 1.41 G.
Lamborghini Veneno có tỷ lệ trọng lượng trên công suất 1,93 kg (4,25 lb) trên mỗi mã lực. Con số này cũng được đưa ra trên trang web chính thức của Lamborghini.
Car Zero
- Lamborghini Veneno

#### Veneno Roadster (2014)
Veneno Roadster là phiên bản giới hạn (tối đa 9 chiếc trong năm 2014) của Lamborghini Veneno, kỷ niệm 50 năm ngày thành lập của Automobili Lamborghini. Nó có bánh xe hợp kim độc quyền, màu thân xe Rosso Veneno (đỏ) và 2 ghế bucket làm bằng giả hỗn hợp, nội thất bọc carbonSkin được dệt sợi carbon. Veneno Roadster có tốc độ tối đa 356 km/h (221 mph) và đi từ 0–100 km/h (0–62 mph) trong 2.9 giây.
Chiếc xe đã được công bố trên tàu sân bay hải quân Cavour đậu trong cảng Mina Zayed của Abu Dhabi, kế tiếp là Hội chợ điện tử tiêu dùng Las Vegas năm 2014.
Roadster đã được bán với giá 3,300,000 € (không bao gồm thuế).

### Centenario
Để kỷ niệm sinh nhật lần thứ 100 của Ferruccio Lamborghini, Lamborghini đã cho ra mắt chiếc siêu xe phiên bản giới hạn dựa trên Aventador vào tháng 3 năm 2016 tại Geneva Motor Show. 40 chiếc xe (20 coupe và 20 roadster) đã được sản xuất, tất cả đều đã được bán. Trái với phần còn lại của dòng sản phẩm Lamborghini, thiết kế của Centenario được cho là "không phải là cực đoan" so với các siêu xe hình nêm khác. Sức mạnh đến từ một phiên bản điều chỉnh của chiếc Aventador 6.5 lít V12 sản sinh 759 hp (770 PS), một hệ thống hybrid có thể. Chiếc xe có giá dưới 2,200,000 € được công bố vào tháng 3 năm 2016 tại Geneva Motor Show.
Lamborghini Centenario có tỷ lệ công suất trên trọng lượng là 1,97 kg (4,34 lb) trên mỗi horsepower.

#### Centenario Roadster (2016)
Trong cùng năm đó, Lamborghini đã giới thiệu chiếc Centenario LP 770-4 Roadster. Những thay đổi duy nhất trong thiết kế là cửa mở phía trên và phía sau của động cơ. Đơn vị đầu tiên được làm bằng sơn màu bạc đơn giản. Trọng lượng của chiếc xe cũng tăng lên, bây giờ đặt ở mức 1.570 kg (3.461 lb).

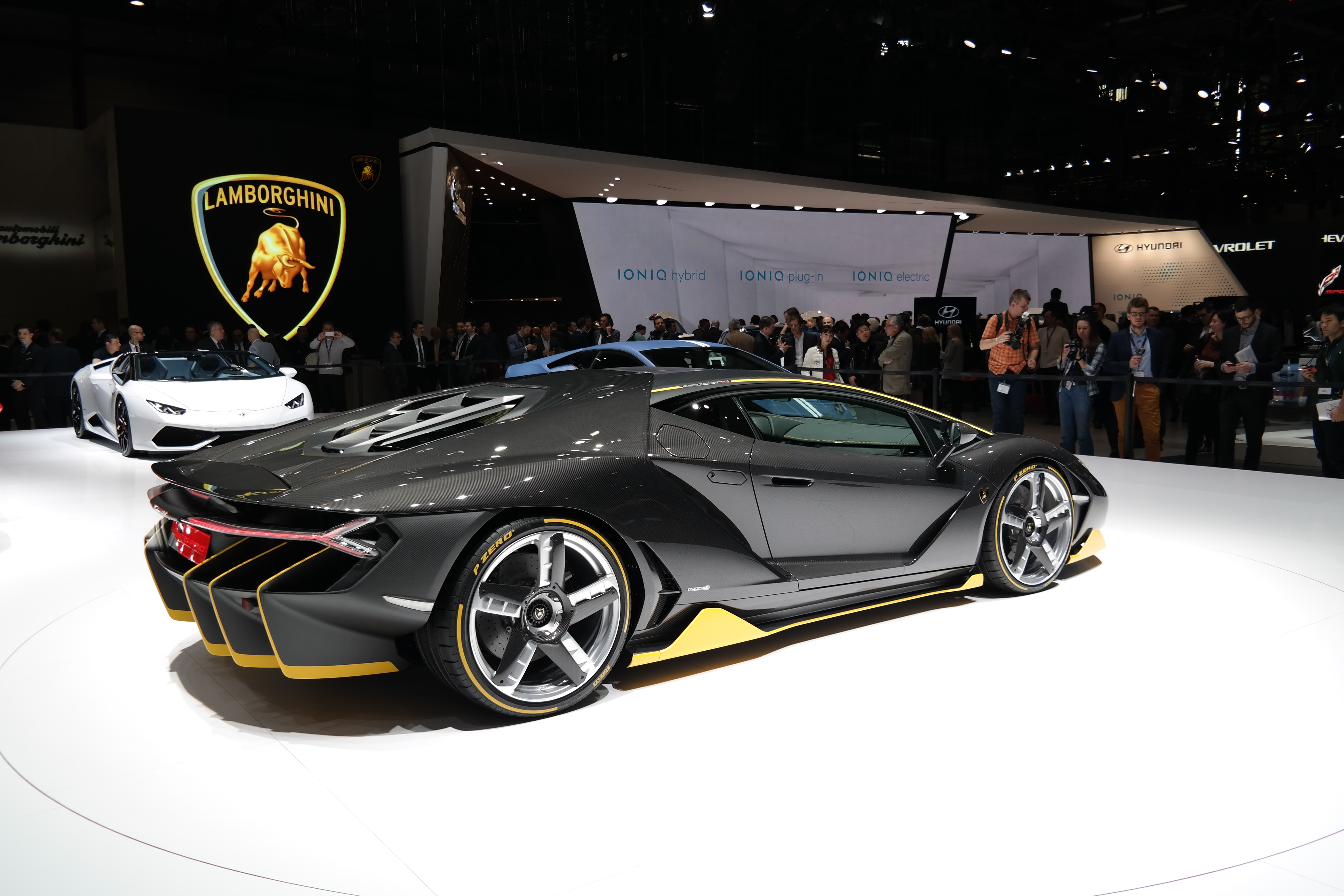
Lamborghini Centenario

## Sản xuất
1000 chiếc Aventador đầu tiên được sản xuất trong 15 tháng.
| Năm       | Đơn vị                  | Coupé | Roadster |
| --------- | ----------------------- | ----- | -------- |
| 2011      | 447                     | 447   | –        |
| 2012      | 976 (922 giao hàng)     | 958   | 18       |
| 2013      | 1,113 (1,001 giao hàng) | 710   | 403      |
| 2014      | 1,110 (1,128 giao hàng) | 456   | 654      |
| 2015      | 1,079 (1,003 giao hàng) | 666   | 413      |
| Tổng cộng | 4,725                   | 3,237 | 1,488    |